# メープル号

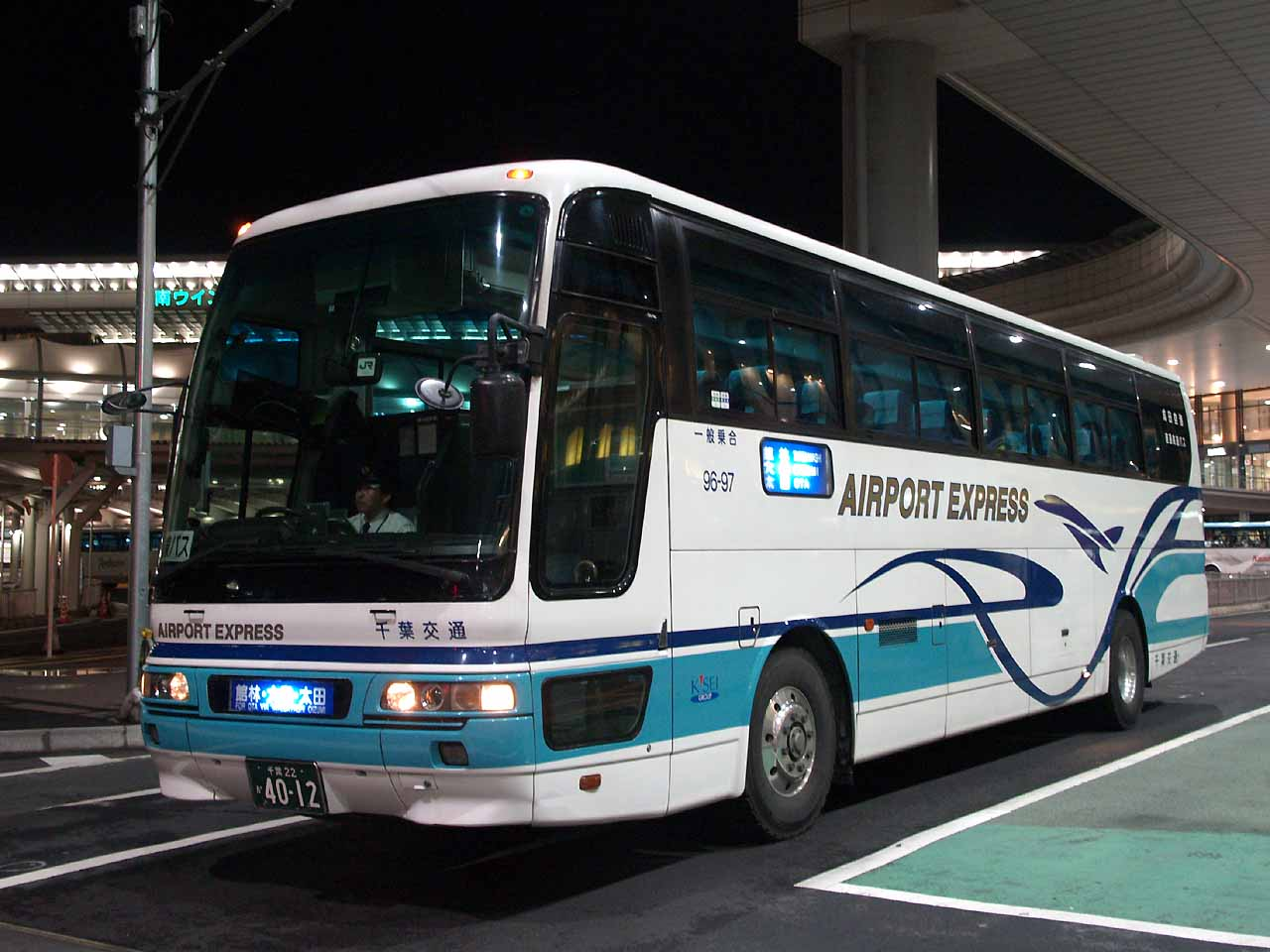
メープル号（千葉交通）

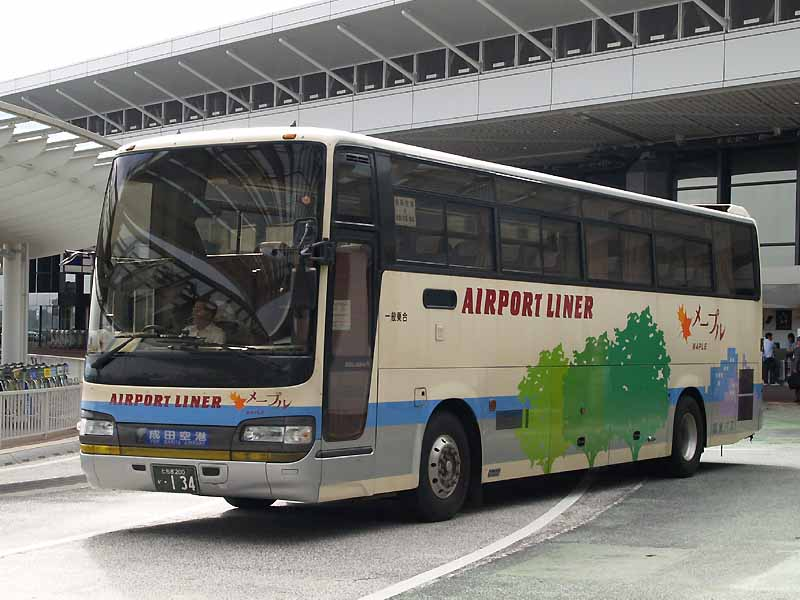
メープル号（関東自動車）

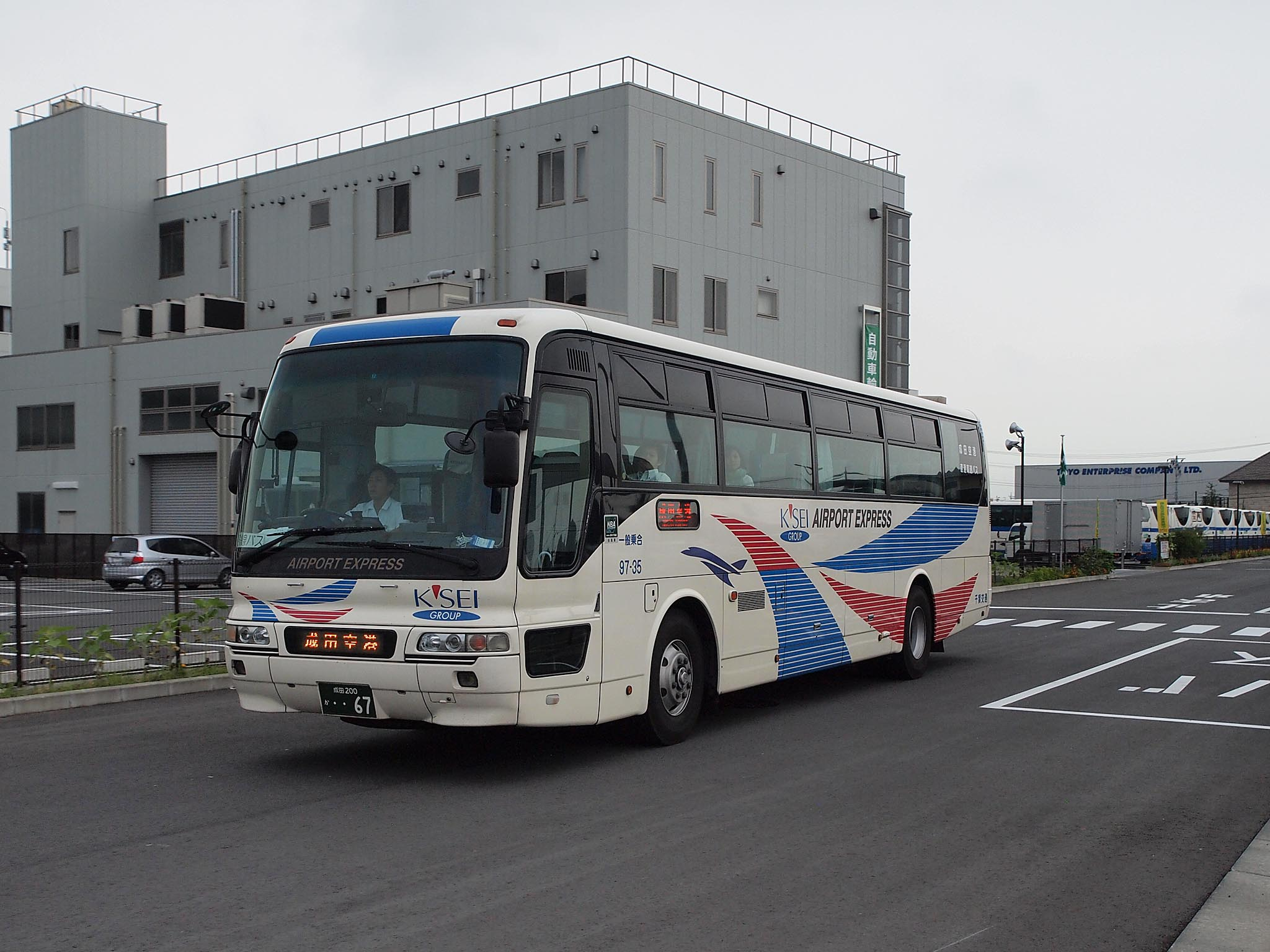
サルビア号（千葉交通）

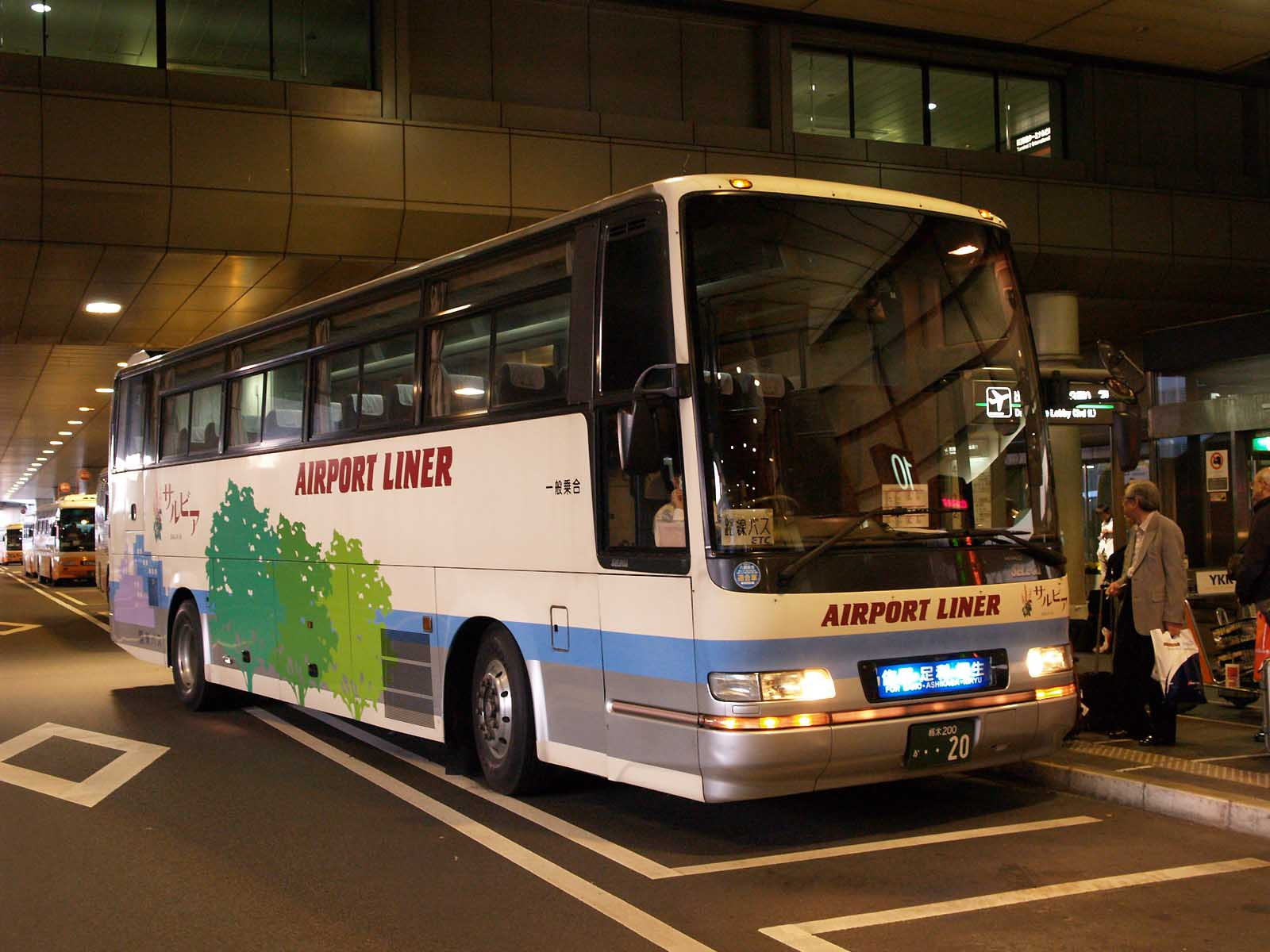
サルビア号（関東自動車）

メープル号（メープルごう）は、関東自動車と千葉交通が運行していた、群馬県南東部発着の成田国際空港行きリムジンバスの愛称。本稿では同じく関東自動車と千葉交通が運行していた、群馬県両毛地区からの派生路線サルビア号についても併せて記載する。
愛称の由来は出発地の植物に由来するもので、メープル号が太田市の木のカエデ、サルビア号は桐生市の花のサルビアから。
2019年からの新型コロナウイルス感染症の影響による移動需要の減少に伴い、メープル号・サルビア号共に2020年4月11日より全便運休、運行再開さないまま2024年4月1日付で廃止された。

## 歴史
- 1997年7月：太田・足利・佐野〜成田線「メープル号」開業。千葉交通との共同運行で各2往復[3]。
- 1999年7月：桐生・足利・佐野〜成田線「サルビア号」開業。千葉交通との共同運行で各2往復。メープル号を大泉町役場・館林市役所経由に変更[3]。
- 2002年10月：メープル号の停留所にBUSターミナルおおたが加わる。
- 2004年7月：サルビア号、佐野市内の停留所が佐野市役所から佐野プレミアム・アウトレット（現在の佐野新都市バスターミナル）経由になる。
- 2005年7月：メープル号ダイヤ改正。両社各3往復で合計6往復。
- 2008年7月：サルビア号ダイヤ改正。両社各3往復で合計6往復。
- 2013年12月：サルビア号ダイヤ改正。関東自動車担当便を2往復に減便、千葉交通担当便は3往復のままで合計5往復
- 2016年9月：メープル号ダイヤ改正。一部便の発着時刻修正。
- 2017年4月：メープル号・サルビア号、久喜白岡ジャンクション - 成田ジャンクション間を首都圏中央連絡自動車道（圏央道）経由に変更、これに伴うダイヤ改正と運賃改定を実施[4]。
- 2017年11月：メープル号の一部便、サルビア号の全便、およびマロニエ号成田空港線の佐野経由便が境古河インターチェンジ近隣の境古河バスターミナルに停車。これに伴う時刻改定を実施[5]。
- 2019年6月：メープル号・サルビア号、運賃改定[6]。
- 2020年4月11日：この日よりメープル号・サルビア号共に全便運休となる（前述[1]）
- 2024年4月1日：路線廃止

## 運行経路
太字は停留所、市町村道と一部の県道は省略。
メープル号
- 成田空港 - 新空港自動車道 - 成田JCT - 東関東自動車道 - 大栄JCT - 圏央道 - 境古河IC - 境古河バスターミナル - 境古河IC - 圏央道 - 久喜白岡JCT - 東北自動車道 - 館林IC - 国道354号 - 群馬県道7号佐野行田線 - 館林市役所 - 県道7号佐野行田線 - 国道354号 - 大泉町役場 - BUSターミナルおおた - 国道407号 - 太田駅南口

サルビア号
- 成田空港 - 新空港自動車道 - 成田JCT - 東関東自動車道 - 大栄JCT - 圏央道 - 境古河IC - 境古河バスターミナル - 境古河IC - 圏央道 - 久喜白岡JCT - 東北自動車道 - 佐野藤岡IC - 国道50号 - 佐野新都市バスターミナル - 国道50号 - 足利市駅 - 国道50号 - 国道122号 - 桐生駅南口

いずれも2017年4月21日まで成田JCT - 久喜白岡JCT間は東関東自動車道 - 高谷JCT - 首都高速湾岸線 - 葛西JCT - C2中央環状線 - 江北JCT - S1川口線 - 川口JCT - 東北自動車道を経由していた。

## 車両
関東自動車
日野・セレガ、いすゞ・ガーラ、三菱ふそう・エアロエースを使用。マロニエ号と同じくクリーム色をベースに水色と銀色の帯を巻き、当初はメープル号・サルビア号各々の表記が施されていたが、2007年以降に投入された車両では共通で運用できるように愛称表記を廃止した。2019年には、みちのりエクスプレス（MEX）デザインの車両も導入された。担当は佐野営業所。
千葉交通
日野・セレガ、三菱ふそう・エアロエースを使用。現在は京成グループ共通カラーとなっているが、メープル号運行初期には専用のカラーリングが施されており、関東自動車とはデザインが異なっていた。担当は成田営業所。開業当初は多古営業所が担当していた。

## 関連路線
- マロニエ号 - 宇都宮からの成田空港・羽田空港リムジン。成田空港線はメープル・サルビア同様関東自動車と千葉交通の共同運行。
- アザレア号 - 前橋・高崎からの成田空港リムジン。関越交通と千葉交通の共同運行。